# Kwaaihoek
Kwaaihoek é um promontório rochoso na costa da Baia de Algoa, perto da desembocadura do rio Bushman, na província Cabo Oriental, na África do Sul. É aqui onde o navegante português Bartolomeu Dias levantou o Padrão de São Gregório, o primeiro padrão de sua famosa viagem, a 12 de março de 1488.
O lugar também foi visitado com fins históricos por Robert Jacob Gordon a 13 de fevereiro de 1786, pois restos da cruz deixada por este foram descobertos em 1938 pelo professor E. Axelson e transferidos para a Universidade de Witwatersrand em Joanesburgo.